# The Empty Man (filme)
The Empty Man (prt: O Homem Vazio; bra: O Mensageiro do Último Dia) é um filme de terror sobrenatural americano de 2020 escrito e dirigido por David Prior, baseado na graphic novel de mesmo nome de Cullen Bunn e Vanesa R. Del Rey publicada pela Boom! Studios. O filme é estrelado por James Badge Dale, Marin Ireland, Stephen Root, Ron Canada, Robert Aramayo, Joel Courtney e Sasha Frolova. Segue um ex-policial que, após uma investigação sobre uma garota desaparecida, descobre um culto secreto.
Originalmente filmado em agosto de 2017, o filme recebeu pontuações baixas nas exibições de teste e a distribuidora 20th Century Studios perdeu a fé em suas perspectivas comerciais. O produto final, lançado nos Estados Unidos em 23 de outubro de 2020, ainda foi considerado uma edição bruta por Prior. O filme recebeu principalmente críticas negativas dos críticos e do público no momento de seu lançamento, embora a recepção tenha melhorado depois que saiu na mídia doméstica e desde então ganhou um culto de seguidores.

## Sinopse
Quando um grupo de adolescentes de uma pequena cidade começa a desaparecer misteriosamente, os moradores acreditam que é obra de uma lenda urbana local. Enquanto um policial aposentado investiga os desaparecimentos, ele descobre um grupo secreto e suas tentativas de evocarem uma entidade sobrenatural, colocando a vida de todos em perigo.

## Elenco
- James Badge Dale – James Lasombra
- Marin Ireland – Nora Quail
- Stephen Root – Arthur Parsons
- Ron Canada – Detetive Villiers
- Robert Aramayo – Garrett
- Joel Courtney – Brandon Maibaum
- Sasha Frolova – Amanda Quail
- Evan Jonigkeit – Greg
- Virginia Kull – Ruthie
- Samantha Logan – Davara Walsh
- Jessica Matten – Fiona
- Phoebe Nicholls – Enfermeira Allerton
- Aaron Poole – Paul
- Owen Teague – Duncan West

## Produção

### Desenvolvimento
Em 9 de fevereiro de 2016, foi anunciado que a 20th Century Fox havia adquirido a graphic novel The Empty Man da Boom! Studios para um longa-metragem, com David Prior contratado para escrever e dirigir o filme. O filme de suspense sobrenatural seria produzido por Ross Richie e Stephen Christy. Em 7 de julho de 2016, foi anunciado que James Badge Dale havia sido escalado para o papel principal como um ex-policial atormentado pelas mortes violentas de sua esposa e filho, que tenta encontrar uma garota desaparecida. Em 27 de setembro de 2016, foi anunciado que Aaron Poole foi escalado para o filme para interpretar Paul, um aventureiro ao ar livre. The Empty Man foi o último filme a apresentar o logotipo original da 20th Century Fox.

### Filmagens
A maioria da fotografia principal ocorreu na África do Sul no final de 2016. Durante essa última semana, a produção foi interrompida devido às más condições climáticas. Durante este tempo, o vice-presidente executivo de produção da Fox, Mark Roybal, deixou o estúdio. De acordo com o diretor David Prior, Roybal foi "essencial" para o sinal verde do filme. A produção foi retomada assim que um novo executivo foi contratado. Aprovado com um orçamento de US$ 16 milhões, Prior disse que cerca de US$ 11 milhões foram usados nas filmagens. A última semana de produção foi retomada em setembro de 2017 em Edwardsville, Illinois, com algumas filmagens feitas no tribunal do condado de Madison. As filmagens também ocorreram na Chain of Rocks Bridge e se mudou para outro local não revelado após três dias.
Quando as exibições de teste ocorreram, Prior foi instruído a montar um corte quase imediatamente após o término da produção. Após baixas pontuações nos testes, o estúdio começou a entrar em pânico por perder um desconto de imposto da África do Sul devido a prazos iminentes. Os produtores montaram sua própria versão de 90 minutos do filme (mais de 45 minutos a menos do que o original de Prior), que foi ainda pior. Isso levou Prior a entregar seu corte final do filme com seis minutos extras que ele inicialmente pretendia cortar.

## Lançamento
The Empty Man foi lançado nos cinemas em 23 de outubro de 2020, pela 20th Century Studios (por engano, o filme foi lançado sob a bandeira da 20th Century Fox, apesar da mudança de nome do estúdio em 17 de janeiro de 2020). O filme foi originalmente programado para ser lançado em 7 de agosto de 2020, mas foi adiado para 4 de dezembro devido à pandemia de COVID-19, antes de ser transferido para a data de outubro após a mudança de Morte no Nilo.
No Reino Unido, o filme pulou completamente um lançamento nos cinemas, sendo lançado diretamente nos serviços de vídeo sob demanda em 19 de fevereiro de 2021. No Brasil, o filme foi lançado nos cinema em 17 de janeiro de 2020. Em Portugal, o filme pulou o lançamento nos cinemas e foi exibido exclusivamente através do canal TVCine Top.